# Avenida Caquetá
La avenida Caquetá es una de las principales avenidas de la ciudad de Lima, capital del Perú. Se extiende de sur a norte, y fija el límite entre los distritos de San Martín de Porres y Rímac. Prolonga el trazo de la avenida Alfonso Ugarte hacia el norte. El COSAC I del Metropolitano se extiende a lo largo de todo su recorrido.
Ocupa 9 cuadras desde el Puente del Ejército hasta la avenida Túpac Amaru. Es la quinta vía más congestionada de Lima, debido a la circulación de más de 25 rutas de transporte público, esto sumado al tránsito proveniente de las avenidas contiguas.

## Historia
Fue construida en 1936, como ampliación de la avenida Alfonso Ugarte (ex Avenida Francisco Bolognesi), la avenida originalmente se denominó Prolongación Bolognesi o Vía de Circunvalación (debido a que la avenida Alfonso Ugarte era la entonces vía de circunvalación del Centro Histórico, y formaba parte del antiguo eje de la Autopista Panamericana), posteriormente se denominó Avenida Caquetá, en conmemoración a la región disputada al norte del Perú que el Perú debió reconocer como colombiana tras el conflicto entre ambos países. La avenida contribuyó a la formación del Barrio Obrero Industrial, y a la posterior urbanización del barrio de Piñonate y Caquetá, que dinamizaría esa zona entre Carabayllo y Rímac, lo que a largo plazo iniciaría una zona residencial (que a la vez daría origen al actual distrito de San Martín de Porres) y posteriormente comercial (especialmente tras la inauguración del Trébol de Caquetá y el Mercado Mayorista).
La avenida iba sobre una loma desde el puente del Ejército hasta el Barrio Obrero Industrial, que tras la construcción de la Vía de Evitamiento, la loma es demolida y partida para el paso de la carretera, y se construye el puente Caquetá, inicialmente estilo bypass y luego mejorado como paso a desnivel donde pasará la vía de Evitamiento o de Circunvalación.
En 1953, en el gobierno de Manuel Odría, con la ampliación y mejora del Puente del Ejército, se amplían los carriles de la avenida y el puente Caquetá, y además sobre la base del paso a desnivel, se construye el intercambio vial de Caquetá o Trébol de Caquetá, que conecta a la avenida con la Vía de Evitamiento/Avenida Zarumilla. Y a la vez el primer intercambio vial del Cono Norte, y uno de los primeros en Lima. Posteriormente se construye la berma central para el tránsito de transporte público (incluyendo a la ENATRU) y privado, evitando que usen las auxiliares que eran sujetas a ser menos rápidas, ya sea por el tráfico o el comercio de la zona.
En 2008, se demuelen los muros que separaban los carriles de la avenida, y luego la berma central es cerrada al tránsito por las obras de construcción del Metropolitano, que fue inaugurado en 2010, y que en la avenida cuenta con dos estaciones.